# Echinocereus schmollii
Echinocereus schmollii là một loài thực vật có hoa trong họ Cactaceae. Loài này được (Weing.) N.P.Taylor mô tả khoa học đầu tiên năm 1985.

## Hình ảnh

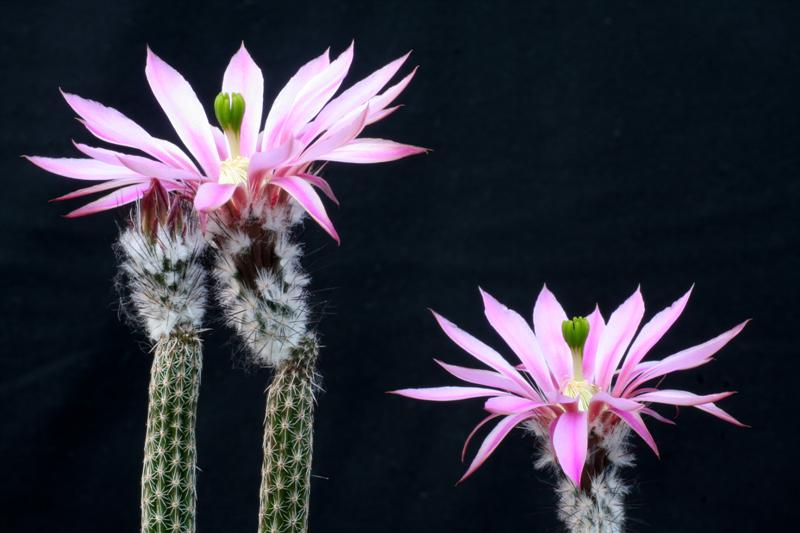
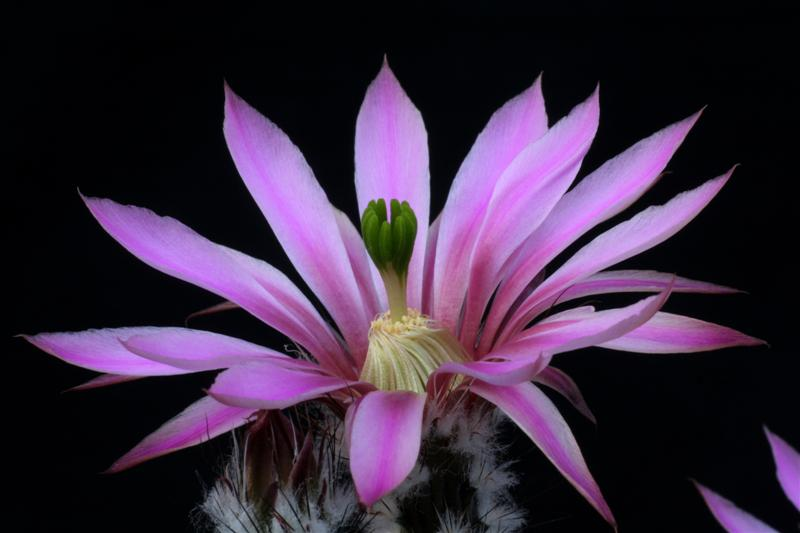